# غونار أندرسن
غونار أندرسن (بالنرويجية: Gunnar Andersen)‏ (و. 1890 – 1968 م) هو لاعب كرة قدم، ومتزلج قفز، من النرويج، ولد في دروباك، شارك في الألعاب الأولمبية الصيفية 1920، والألعاب الأولمبية الصيفية 1912، يلعب كلاعب وسط، توفي في أوسلو، عن عمر يناهز 78 عاماً.

## جوائز
حصل على جوائز منها:
- Egebergs Ærespris [الإنجليزية]‏ (1918).

## روابط خارجية
- غونار أندرسن على موقع الاتحاد الدولي (مؤرشف)  (الإنجليزية)
- غونار أندرسن على موقع اتحاد النرويج (النرويجية)
- غونار أندرسن على موقع ناشيونال فوتبول تيمز (الإنجليزية)
- غونار أندرسن على موقع اللجنة الأولمبية الدولية (الإنجليزية)
- غونار أندرسن على موقع أوليمبيديا (الإنجليزية)